# Systropus coniocera
Systropus coniocera är en tvåvingeart som beskrevs av Hall 1976. Systropus coniocera ingår i släktet Systropus och familjen svävflugor. Inga underarter finns listade i Catalogue of Life.